# Mama ŠČ!
"Mamãe ŠČ!" é uma canção da banda croata de shock rock Let 3, lançada a 20 de janeiro de 2023. A canção representou a Croácia no Festival Eurovisão da Canção de 2023 após vencer o Dora 2023, a seleção nacional da Croácia para o Festival Eurovisão da Canção daquele ano. A música alcançou o primeiro lugar na Croácia e entrou nas paradas da Islândia e da Lituânia.

## Festival Eurovisão da Canção

### Dora 2023
O Dora 2023 foi a 24.ª edição da competição musical que seleciona o representante da Croácia para o Festival Eurovisão da Canção . A competição consiste em 18 concorrentes a competir na final a 11 de fevereiro de 2023.
A música foi considerada pela comunicação social croata como a grande favorita do público para vencer o Dora 2023. Durante a apresentação em direto, a banda esteve vestida com uniformes militares estereotipados, com um membro vestido como Vladimir Lenin a segurar dois foguetes. Todos os membros levavam rosas entre as nádegas. No final da votação do programa, foi revelado que "Mama ŠČ!" venceu a competição e também o direito de representar a Croácia no Festival Eurovisão da Canção de 2023. Depois de vencer o Dora, os Let 3 anunciaram que eles poderiam viajar para Liverpool num trator ecologicamente sustentável "com o volante do outro lado", pois eles estavam a ir para o Reino Unido.

### Na Eurovisão
A Croácia apresentou-se no 7.ª lugar durante a primeira semifinal a 9 de maio de 2023. No final do show, foi anunciado que a Croácia estava classificada para a Grande Final, ficaram na 8.º classificação entre 15 na semifinal, com 76 pontos. Na final a 13 de maio de 2023, a banda ficaram em 13.º lugar na classificação geral com 123 pontos, incluindo a 7.ª colocação com os televotantes com 112 pontos.